# Mezilesí (Vysočina)
Mezilesí é uma comuna checa localizada na região de Vysočina, distrito de Pelhřimov.